# Unione Sportiva Lucera Calcio
L'Associazione Sportiva Dilettantistica Lucera Calcio, meglio conosciuta come Lucera Calcio o più semplicemente come Lucera, è una società calcistica italiana con sede a Lucera. Milita in promozione, la sesta divisione del campionato italiano.
Fondata nel 1928, nella sua storia vanta numerose partecipazioni nel campionato di Serie D e due in quello di Serie C ex Lega Pro. Nella stagione 2019-2020 si posiziona al 3º posto nel girone A della Prima Categoria e viene ripescato in Promozione per la stagione 2020-2021, dove milita tuttora.

## Storia
Fondata nel 1928 con il nome A.S. Lepore Calcio, ha preso parte ad alcuni campionati di Serie C del primo dopoguerra per poi disputare diversi campionati di Serie D e Interregionale.
Il primo campionato dell'Unione Sportiva Lucera di cui si hanno notizie è quello della stagione 1948-1949, quando la squadra partecipa al girone B della Serie C (Lega Sud); la squadra chiuderà poi la stagione al penultimo posto, retrocedendo nei campionati regionali.
La società biancoceleste torna in un campionato nazionale alla fine della stagione 1978-1979, quando il Lucera vince il girone A del campionato Pugliese di Promozione e approda in Serie D, dove resterà fino alla stagione 1986-1987, sotto la guida del presidente Franco Apollo. Si tratta questo dell'ultimo campionato vinto dal sodalizio biancoceleste, che da allora otterrà promozioni nelle categorie superiori solo tramite ripescaggi. 
Al termine del campionato di Eccellenza 1992-1993, chiuso al decimo posto, la società del presidente Raffaele Di Ianni si adopera per il ripescaggio nel Campionato Nazionale Dilettanti, poi ufficializzato dalla Lega: l'apparizione dell'allora Lucera sarà fugace, e terminerà con un ultimo posto frutto con soli dieci punti conquistati (si tratta, questo, dell'ultimo campionato nazionale disputato dalla società).
Due anni dopo la squadra retrocede in Promozione, salvo poi ritornare in Eccellenza mediante il ripescaggio frutto del secondo posto nel campionato 1998-1999. Il Lucera resiste nel massimo campionato regionale per tre anni, prima della retrocessione del campionato 2001-2002; dopo il cambio di proprietà, che porta la società nelle mani del presidente Giovanni Pitta, l'Unione Sportiva Lucera Calcio torna in Eccellenza nella stagione 2004-2005, ancora una volta grazie ad un ripescaggio frutto del terzo posto del campionato precedente. Da allora il Lucera ha sempre partecipato all'Eccellenza, partecipando per due volte ai play-off (2007-2008 e 2008-2009) e vincendo la Coppa Italia regionale e la Supercoppa Puglia (2005-2006). L'ultima stagione dell'US Lucera Calcio nel campionato di Eccellenza risale alla stagione 2010-2011, che si concluse con la retrocessione e la successiva radiazione dai campionati federali. Nelle stagioni successive ci fu un periodo di declino: prima verrà iscritta una società al campionato di Promozione rilevando un titolo sportivo dalla vicina Torremaggiore, poi questa società diventerà la Nuova Lucera Calcio, con amministratore delegato Pio Francesco Maceria, che nel 2014 chiuderà all'ultimo posto il campionato di Promozione e dichiarerà poi fallimento. Nella stagione 2014-2015 una nuova società, denominata ASD Sport Lucera, ripartì dalla Terza Categoria. Lentamente la squadra risale le categorie fino a giungere, nel 2020-2021, nel campionato di Promozione. All'inizio della stagione 2022-2023 arriva il cambio di denominazione in ASD Lucera Calcio.
Nei due campionati di Promozione 2022-2023 e 2023-2024, la squadra allenata dal mister Costanzo Palmieri chiude al terzo posto, perdendo le finali dei play-off in trasferta rispettivamente contro la Nuova Spinazzola e il Capurso.

## Colori e simboli

### Simboli ufficiali

#### Stemma
In tutti gli stemmi usati dal club biancoceleste nella sua storia è sempre presente un leone, simbolo della città di Lucera.

#### Inno
L'inno del club è Grande Lucera, cantato dall'ex presidente Gianni Pitta.

## Strutture

### Stadio
La squadra disputa le partite casalinghe allo Stadio Comunale, ubicato nella parte alta della città di Lucera, nei pressi del Castello: l’entrata principale è situata in Via Indipendenza. Ricopre un’area complessiva di circa 1000 m², mentre il manto del terreno di gioco è in erba sintetica.
5 sono i varchi per il deflusso degli spettatori dalla tribuna centrale e dalla curva laterale, mentre per la gradinata laterale, riservata agli ospiti, le uscite sono 2.
Al momento lo stadio Comunale è omologato per soli 99 posti sulla tribuna coperta. La curva e il settore ospiti risultano infatti inagibili.
Il manto sintetico, installato nel 2004, è ormai logoro e malandato, e la Lega Nazionale Dilettanti rinnova ogni anno la deroga per disputare gare ufficiali. L'intera struttura, un tempo un vero e proprio gioiellino del panorama calcistico regionale, versa ora in un grave stato di degrado, a causa dell'assenza di manutenzione ordinaria e straordinaria da parte del Comune proprietario dell'impianto.

## Società

### Organigramma societario
- Giuseppe Talento - Presidente
- Antonio Di Caterina - Amministratore Delegato
- Antonio Curcelli - Chief Ticketing Officer
- Davide Pellegrino - Chief Press, Communication, AI & TV Officer
- Michele Lacertosa - Supporter Liaison Officer
- Eligio Casiere - Team Manager

## Palmarès

### Competizioni regionali
- Promozione: 1

1978-1979 (girone A)
- Coppa Italia Dilettanti Puglia: 1

2005-2006
- Prima Divisione: 2

1945-1946 (girone A), 1948-1949

## Statistiche e record

### Partecipazione ai campionati
| Livello | Categoria                       | Partecipazioni | Debutto   | Ultima stagione | Totale |
| ------- | ------------------------------- | -------------- | --------- | --------------- | ------ |
| 3º      | Serie C                         | 1              | 1946-1947 | 1946-1947       | 1      |
| 4º      | Promozione                      | 1              | 1949-1950 | 1949-1950       | 1      |
| 5º      | Serie D                         | 9              | 1979-1980 | 1980-1981       | 9      |
| 5º      | Campionato Interregionale       | 6              | 1981-1982 | 1986-1987       | 9      |
| 5º      | Campionato Nazionale Dilettanti | 1              | 1993-1994 | 1993-1994       | 9      |

## Tifoseria
Il calcio a Lucera è stato sempre lo sport più amato, e di conseguenza il più seguito, ed ha portato la città alla ribalta più volte, soprattutto negli anni del Presidente Franco Apollo.

### Ultras
I gruppi Ultras attivi in città adesso sono due, ma in passato ci furono altri tre gruppi ultras.

#### Gli Irriducibili 2002
Gli Irriducibili 2002, è stata una tifoseria creata da un gruppo di ragazzi appassionati del calcio lucerino nel 2002.
Alcuni membri di questo gruppo avendo avuto esperienza nel mondo ultras, in particolare nel gruppo della Curva Nord del Foggia Calcio, decisero di iniziare questa avventura nella propria città con la passione per i colori biancocelesti.
Il primo esordio di questo gruppo fu nel campionato di promozione dove militava la squadra, fu un'esperienza unica tanto che ci furono tante adesioni al gruppo.
Riuscirono subito ad organizzare le trasferte e iniziare a sostenere il Lucera in varie uscite. Inizialmente le trasferte erano organizzate con mezzi propri, fino a quando riuscirono ad affittare anche con l'aiuto della società, dei pullman.

#### Brigata Sveva e Gioventù Ultras
Gli altri due gruppi furono: la Gioventù Ultras, fondata di comune accordo tra i due capi ultrà della Brigata Sveva e degli Irriducibili 2002 , e la storica Brigata Sveva gruppo più antico. La prima, siedeva in Curva Nord, mentre la seconda in tribuna.

### Teste Matte
Il gruppo nasce nel 2019 e siede in Tribuna. Dopo lo scioglimento di tutti i gruppi ultras, con il passare di molti anni e la squadra senza un gruppo sostenitore, durante la fine del Campionato di Prima Categoria 2018-2019, un gruppo di giovani ragazzi con l'aiuto di alcuni vecchi ultras Lucerini, diedero vita a questo nuovo gruppo ultras che esordì in casa durante le ultime giornate di campionato. Il gruppo è principalmente composto da giovani ragazzi con la voglia e la passione di sostenere la propria città e i propri colori.
Curva Nord Lucera
Nasce nel 2025. È il secondo gruppo attivo, siede in Curva Nord.

### Gemellaggi e rivalità

#### Amicizie
- [5] Santeramo

#### Rivalità
La rivalità più sentita è con l'Audace Cerignola, una rivalità di origine storico-culturale.